# Hickelia
Hickelia là một chi thực vật có hoa trong họ Hòa thảo (Poaceae).

## Loài
Chi Hickelia gồm các loài: